# Бахорістон (Кулобський район)
Бахорісто́н (тадж. Баҳористон) — село у складі Хатлонської області Таджикистану. Входить до складу Даханського джамоату Кулобського району.
Назва означає весняний край. Колишня назва — Дамарик.
Населення — 299 осіб (2010; 297 в 2009).